# Кањон Вучјанке
Кањон Вучјанке део је долине реке Вучјанке, десне притоке Ветернице. Вучјанка настаје спајањем Големе и Мале реке код Јасичког равништа, на ерозивном проширењу где се налази хотел „Влаина” (686 m).
Кањон је усечен у северне падине планине Кукавица и налази се 18 km југозападно од Лесковца. Кањонски облик речна долина добија испод села Збежишта и потеза Сколица. Кањон је дугачак 2 кm, усечен између врхова Китка (988 m) и Самариц (619 m). Улаз у кањон налази се на око 500 метара н.в., а излаз је на око 340 метара н.в. На једној истуреној литици леве обале кањона, на 150 m изнад реке, налази се Зелен Град. На излазу из кањона налази се хидроелектрана Вучје, подигнута 1903 године.
Корито у кањону пуно је „вирова”, водопада и слапова. „Вирови” привлаче посебну пажњу људи и заправо представљају камене лонце или казане. Они су флувијални ерозивни облици који настају на местима где се јавља снажна еворсија, вртложасто кретање водене масе и речног материјала којег она носи. Временом се на тим местима формирају бунараста удубљења у стеновитом речном кориту. Лонци у кањону познати су под називом Ђокини вирови. Они су удубљени у кристаласте шкриљце а поређани су степенасто, једни испод других, од највећег до најмањег. Представљају туристички атракцију не само Вучја него и целе Лесковачке општине.
Од водопада истичу се:
- Водопад безименог потока висине преко 30 метара, каскадног типа и периодичног карактера. Налази се 100 метара изнад хидроелектране Вучје, са десне стране корита Вучјанке.
- Водопад поред хидроелектране, са леве стране корита Вучјанке, каскадног типа висок преко 40 метара и увек има воде.

Остали водопади су мање висине и налазе се на самој реци Вучјанки.

## Галерија
- Водопад поред хидроелектране
- Водопад поред хидроелектране
- Кањон
- Кањон
- Кањон
- Кањон
- Кањон
- Кањон
- Кањон
- Кањон
- Кањон
- Кањон
- Кањон
- Кањон
- Кањон
- Кањон